# (16379) 1981 EJ18
A (16379) 1981 EJ18 a Naprendszer kisbolygóövében található aszteroida. Schelte J. Bus fedezte fel 1981. március 2-án.